# روسانا پاستور
روسانا پاستور (اسپانیایی: Rosana Pastor‎؛ زادهٔ ۷ اوت ۱۹۶۰) بازیگر و سیاستمدار اهل اسپانیا است.
از فیلم‌ها یا مجموعه‌های تلویزیونی که وی در آن‌ها نقش داشته است، می‌توان به وارثان زمین، زمین و آزادی (۱۹۹۵)، در ستایش زنان مسن و عشق دیوانه‌وار اشاره نمود.